# Psi1 Aquarii
ψ1 Aquarii (Psi1 Aquarii, kurz ψ1 Aqr) ist ein Mehrfachsternsystem, das von der Erde etwa 150 Lichtjahre entfernt im Sternbild Wassermann zu finden ist.

## Sterne
ψ1 Aquarii A ist der Hauptstern des Systems und ein Riesenstern mit Spektraltyp K0 III und einer scheinbaren Helligkeit von +4,2 mag. In 49,2 Bogensekunden Entfernung von ihm befindet sich ein Doppelsystem aus zwei Sternen, ψ1 Aquarii B und ψ1 Aquarii C, welche einen Winkelabstand von 0,2 Bogensekunden aufweisen und deren scheinbare Helligkeiten jeweils bei etwa 10 mag liegen.

## Exoplanet
2003 wurde mit Hilfe der Radialgeschwindigkeitsmethode entdeckt, dass ψ1 Aquarii A von einem Begleiter umkreist wird, der mit 91 Aquarii b, HD 219449 b oder ψ1 Aquarii b (Psi1 Aquarii b) bezeichnet wird. Der Exoplanet hat mindestens etwa die dreifache Jupitermasse und umkreist den Hauptstern auf einer fast kreisrunden Bahn in rund einem halben Jahr (181,84 Tage). Seine Entfernung zum eigenen Stern entspricht 0,324 AE (er ist also 0,324 Mal so weit von seinem Stern entfernt wie die Erde von der Sonne).